# ققنوس (شعر)
ققنوس از مشهورترین اشعار نیما یوشیج است. این شعر بارها از سوی منتقدان مورد نقد و بررسی قرار گفته و بسیاری آن را انقلابی در شعر فارسی می‌دانند.

قُقنوس، مرغ خوشخوان، آوازهٔ جهان،

آواره مانده از وزش بادهای سرد،

بر شاخ خیزران،

بنشسته است فرد…

برگردِ او به هر سرِ شاخی پرندگان .

## زمینه
نیما یوشیج (۱۲۷۶–۱۳۳۸) شاعر معاصر ایرانی و بنیان‌گذار شعر نوی فارسی است. او با شعر افسانه (۱۳۰۱) نوعی جهان‌بینی نو را به ادبیات فارسی و حتی فرهنگ ایرانی وارد ساخت که تا پیش از آن سابقه نداشت. با این حال، عملاً با شعر ققنوس، شعر نوی فارسی متولد شد، زیرا اولین بار در این شعر، مدلولی جدید با دالی جدید پیوند خورد و پدیده‌ای نو شکل گرفت. نیما نخستین آثار خود را در اواخر دوران مشروطه و سال‌های آغازین حکومت رضاشاه سرود یا منتشر کرد. از سال ۱۳۰۶ تا ۱۳۱۵ هیچ شعری از او منتشر نشد تا اینکه در سال ۱۳۱۶ سرایش و چاپ آثارش را از سر گرفت و شعر مهم ققنوس را خلق کرد.

## انتشار
نیما در سال ۱۳۱۸ (۱۹۳۹)، به همکاری با مجله موسیقی می‌پردازد و نظریات و شعرهای خود را در آن منتشر می‌کند. «غراب» که دومین شعر نوی نیماست، پیش از اولین شعر یعنی ققنوس در شماره نهمِ سال اولِ مجله موسیقی در آذر ۱۳۱۸ منتشر می‌شود و ققنوس مدتی بعد در شماره دوم سال دوم این مجله یعنی در اردیبهشت ۱۳۱۹ چاپ می‌شود.

## بازآفرینی
احمد شاملو این شعر را در آلبوم‌های شعرهای نیما دکلمه کرده است.